# Паумен, Мартье
Мартье Ивонне Хелене Паумен (нидерл. Maartje Yvonne Helene Paumen, родилась 19 сентября 1985 года в Гелене) — нидерландская хоккеистка на траве, полузащитница клуба «Хертогенбос» и сборной Нидерландов. Чемпионка летних Олимпийских игр 2008 и 2012 годов, чемпионка мира 2006 и 2014 годов, трёхкратная чемпионка Европы, четырёхкратная победительница Трофея чемпионов.

## Спортивная карьера
Воспитанница школы клуба «Гелен», ранее играла за «Скоп». С 2004 года представляет «Хертогенбос». Выступает в центре поля в клубе, за сборную играет на позиции левой защитницы или левой полузащитницы, пробивает штрафные удары. В составе клуба стала лучшим бомбардиром, побив 2 октября 2015 года рекорд Ким Ламмерс и набрав 319-е очко. Лучший бомбардир чемпионата Нидерландов: 008, 2009, 2010, 2011, 2013, 2014, 2015, 2016. Лауреат премии «Золотая клюшка» 2011 и 2013 годов как лучший игрок чемпионата Нидерландов.
В сборной с 2004 года, дебютировала на Трофее чемпионов. В финале чемпионата мира по хоккею 2006 года она забила победный гол со штрафного в ворота сборной Австралии и принесла победу своей стране 3:1. В 2008 и 2012 годах выигрывала Олимпиады в Пекине и в Лондоне. В 2008 году Паумен забивала в каждом матче группового этапа Олимпиады: против ЮАР (дважды), Южной Кореи (дважды), Китая (один раз), Австралии (дважды) и Испании (один раз). В полуфинале она забила трижды против Аргентины и с 12 очками стала лучшим бомбардиром турнира. В финале она не забивала, но сборная Нидерландов победила команду Китая и стала чемпионкой Игр. В 2012 году Паумен стала чемпионкой Игр, забив второй гол со штрафного. За победу на Олимпиаде в Лондоне награждена орденом Оранских-Нассау в 2012 году. А в 2014 году выиграла чемпионат мира в Гааге.

## Личная жизнь
Некоторое время встречалась со своей подругой по сборной Карлин Дирксе ван ден Хёвель.